# Campeonato de Futsal de la OFC 2008
El Campeonato de Futsal de la OFC 2008 se llevó a cabo en Suva, Fiyi del 8 al 14 de junio y contó con la participación de 6 selecciones mayores de Oceanía, 1 más que en la edición anterior.
Islas Salomón se proclamó campeón del torneo por primera ocasión tras ser el que hizo más puntos durante el torneo. Australia, campeón de las 4 ediciones anteriores, no participó en el torneo luego de que se afiliara a la Confederación Asiática de Fútbol.

## Resultados
| País            | J | G | E | P | GF | GC | GD  | Pts |
| --------------- | - | - | - | - | -- | -- | --- | --- |
| Islas Salomón   | 6 | 5 | 0 | 1 | 41 | 19 | +22 | 15  |
| Tahití          | 6 | 4 | 1 | 1 | 21 | 12 | +9  | 13  |
| Vanuatu         | 6 | 4 | 0 | 2 | 29 | 8  | +21 | 12  |
| Nueva Zelanda   | 6 | 3 | 0 | 3 | 22 | 16 | +6  | 9   |
| Fiyi            | 6 | 3 | 0 | 3 | 31 | 31 | 0   | 9   |
| Nueva Caledonia | 6 | 1 | 1 | 4 | 22 | 30 | -8  | 4   |
| Tuvalu          | 6 | 0 | 0 | 6 | 7  | 57 | -50 | 0   |

| Equipo 1        | Resultado | Equipo 2        |
| --------------- | --------- | --------------- |
| Islas Salomón   | 5-1       | Nueva Zelanda   |
| Tuvalu          | 0-6       | Vanuatu         |
| Fiyi            | 4-2       | Nueva Caledonia |
| Nueva Zelanda   | 2-1       | Vanuatu         |
| Islas Salomón   | 8-5       | Nueva Caledonia |
| Tuvalu          | 1-3       | Tahití          |
| Vanuatu         | 11-1      | Nueva Caledonia |
| Nueva Zelanda   | 2-3       | Tahití          |
| Islas Salomón   | 11-6      | Fiyi            |
| Nueva Caledonia | 2-2       | Tahití          |
| Vanuatu         | 5-2       | Fiyi            |
| Nueva Zelanda   | 13-1      | Tuvalu          |
| Tahití          | 9-2       | Fiyi            |
| Nueva Caledonia | 10-2      | Tuvalu          |
| Vanuatu         | 5-2       | Islas Salomón   |
| Fiyi            | 13-2      | Tuvalu          |
| Tahití          | 2-4       | Islas Salomón   |
| Nueva Zelanda   | 3-2       | Nueva Caledonia |
| Tuvalu          | 0-12      | Islas Salomón   |
| Fiyi            | 4-1       | Nueva Zelanda   |
| Tahití          | 2-1       | Vanuatu         |

## Campeón
| Campeonato de Futsal de la OFC 2008 |
| ----------------------------------- |
| Bandera de Islas Salomón            |
| Islas Salomón 1º Título             |

## Clasificado al Mundial
- Islas Salomón